# Billière
Billière – miejscowość i gmina we Francji, w regionie Oksytania, w departamencie Górna Garonna.
Według danych na rok 1990 gminę zamieszkiwało 27 osób, a gęstość zaludnienia wynosiła 12 osób/km² (wśród 3020 gmin regionu Midi-Pireneje Billière plasuje się na 1036. miejscu pod względem liczby ludności, natomiast pod względem powierzchni na miejscu 1701.).